# 内测度
在测度论中，内测度是定义在某个给定的集合的幂集上的一个函数，满足一些限制。内测度可以直观地理解为一个集合大小的下界。

## 定义
内测度是一个对某个集合X的所有子集有定义的一个函数
{\displaystyle \varphi :2^{X}\rightarrow [0,\infty ],}
满足下列条件:
- 空集: 空集的内测度为 0。

{\displaystyle \varphi (\varnothing )=0}
- 超加性：对两个交集为空的集合A和B，有

{\displaystyle \varphi (A\cup B)\geq \varphi (A)+\varphi (B).}
- 集合降链的极限：对一个集合序列{\displaystyle A_{j}}，若对于所有的j满足{\displaystyle A_{j}\supseteq A_{j+1}}，且{\displaystyle \varphi (A_{1})<\infty }，则

{\displaystyle \varphi \left(\bigcap _{j=1}^{\infty }A_{j}\right)=\lim _{j\to \infty }\varphi (A_{j})}
- 若集合A满足{\displaystyle \varphi (A)=\infty }，则对所有正数c, 存在A的一个子集B，使得

{\displaystyle c\leq \varphi (B)<\infty }